# My Name Is Tanino
 My Name is Tanino  es una película italo-canadiense dirigida por Paolo Virzì, estrenada en 2002. La película fue rodada en Castellammare del Golfo, Nova York, Toronto, San Vito Lo Capo. Es el primer papel en el cine de Rachel McAdams.

## Argumento
Gaetano Mendolia, llamado Tanino, es un joven de 20 años nacido en Castelluzzo del Golfo (nombre de marca, pero no hace referencia clara a Castellammare del Golfo), una ciudad costera de Sicilia. También es estudiante de cinematografía en Roma, y con la ambición de convertirse en escritor. Durante uno de los muchos veranos conoce Sally, una chica americana con quien tiene una historia corta. Al final del verano, Sally ha vuelto a Seaport, una ciudad de fantasía de Rhode Island, pero se olvida de su cámara y Tanino, con la excusa de devolverle, y también para evitar el servicio militar, marcha unos días después a los Estados Unidos, de noche y sin avisar a nadie.
Desde ese momento vivirá una serie interminable de aventuras: en el aeropuerto se siente abrumado por la celebración bulliciosa de familiares italoestadounidenses. Llevará el caos a la familia "perfecta" de Sally. A continuación, saldrá a la calle con la obesa y vulgar hija del alcalde de Seaport (italoestadounidense) que ha conocido en una fiesta. Finalmente, después de escapar del FBI y, en un viaje en tren, llegará al centro de EE. UU. por excelencia: Nueva York. Aquí podrá conocer a su ídolo como director, Seymour Chinaski (emulación por el nombre y estilo de Charles Bukowski), ahora reducido a la pobreza y que muere poco después de haberle prometido hacer una película con él.

## Reparto
- Corrado Fortuna: Tanino
- Rachel McAdams: Sally Garfield
- Frank Crudele: Angelo Maria Li Causi
- Mary Long: Santa Li Causi
- Beau Starr: Omobono
- Jessica De Marco: Angelina
- Lori Hallier: Leslie Garfield
- Barry Flatman: Mr. Garfield
- Licinia Lentini: Marinella
- Marina Orsini: Giuliana
- Ornella Giusto: 	Marinella
- Danielle Bouffard: Jane Garfield
- Frank S. Alonzi: Fat Rosario Li Causi
- Araxi Arslanian: Huge woman
- Genio Carbone: Rosario